# Sandalomenia
Sandalomenia is een geslacht van wormmollusken uit de  familie van de Sandalomeniidae.

## Soorten
- Sandalomenia carinata , Thiele, 1913
- Sandalomenia papilligera Thiele, 1913